# Pterocephalus nestorianus
Pterocephalus nestorianus är en tvåhjärtbladig växtart som beskrevs av Nab. Pterocephalus nestorianus ingår i släktet Pterocephalus och familjen Dipsacaceae. Inga underarter finns listade i Catalogue of Life.